# フネ古墳
フネ古墳（ふねこふん）は、長野県諏訪市中洲神宮寺にある古墳。5世紀前半（古墳時代中期）に築造されたもので、諏訪地方における最古の古墳である。

## 概要
1959年（昭和34年）、農耕中に発見された。名称は字名「舟」から来ている。守屋山麓にある丘陵上にあり、南東側には諏訪大社上社本宮がある。丘からは西は諏訪湖北岸、東は八ヶ岳が眺望できる。西の同標に片山古墳がある。
古墳の丘陵上は東西15m、南北25mの狭い平坦部だが、墳丘としての盛り土は既にない。藤森栄一らによる発掘調査の結果、長軸が南北方向の2基並列した竪穴式の主体部が見つかる。主体部の割竹形木棺は、東棺は幅60cm、長さ6mで、西側の棺は幅70cm、長さ5.5mである。２つの棺は両端が揃って埋葬されていないことから両棺は同時に埋葬されたのではなかったとみられる。
墳形は丘陵先端の地形と合わせた変形の方墳である。1990年（平成2年）に行われた墳形確認の試掘調査によって山側の南から西北方に廻る周溝が掘られていることが明らかになった（南と東方は崖になって溝は継続していない）。この際に周溝の南側で破砕された土師器（高坏・小型丸底壺・壺型土器）が見つかり、墳丘の北西隅には3本の鉄鏃（古墳副葬品と同じもの）の出土もあった。5世紀後半に至っては古墳周溝内に土器を破砕散布する行為が行われたとみられる。
規模の小さい古墳でありながらも副葬品が非常に豊富である。両棺の北側に共に槍鉋が置かれているほか、東棺には鉄剣・刀子・玉類、西棺には剣・鉄斧・鎌・鏨・鉄鉾・素環頭大刀・釧・変形獣文鏡等が置いてあった。ほかには直刀・鉄鏃・砥石・紡錘（石製）・銅鈴も見つかっており、蛇行剣は両槨に1本ずつ副葬されていた。鉄製品が多いこと、または馬具と土器類が副葬されていないことが特徴的である。鹿の角で作られた剣の鍔や刀子の柄がみられることも注目される。
出土品は1990年に長野県宝に指定され、現在は諏訪市博物館に収蔵・展示されている。

## 考証

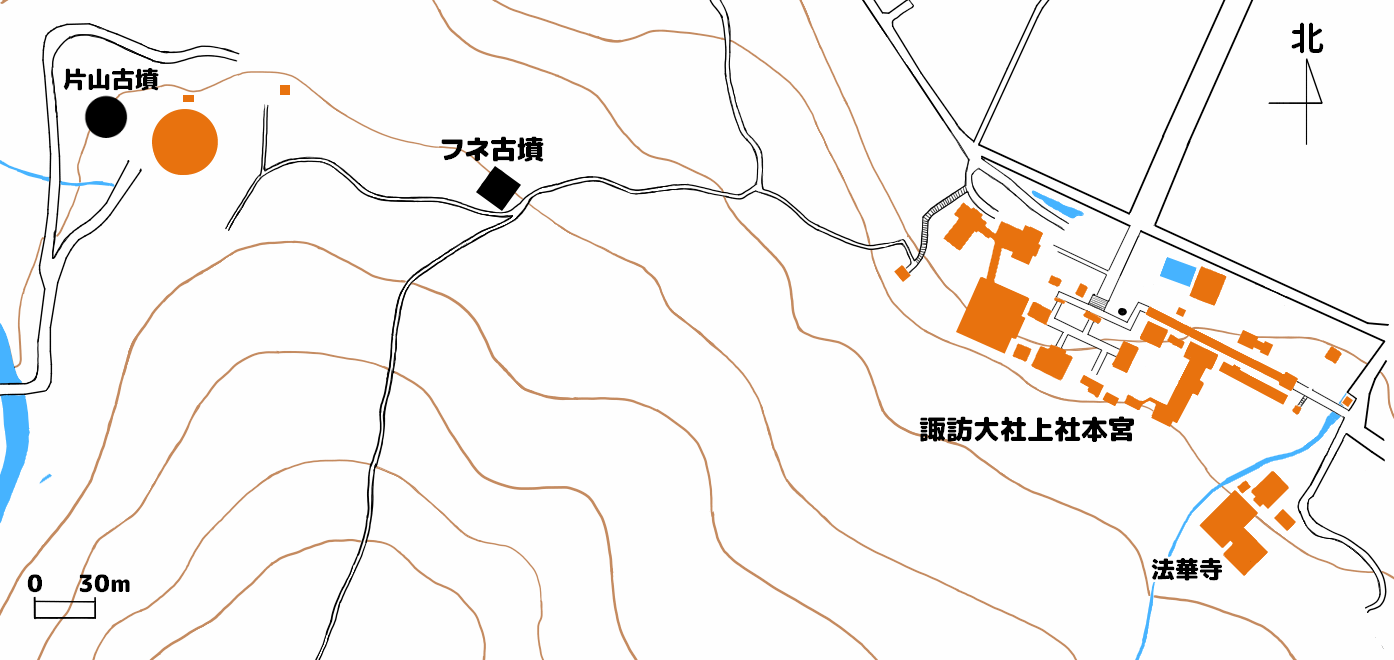
古墳の所在地

### 諏訪信仰との関連
古墳に発見された蛇行剣と鹿角製品は上社の龍蛇信仰や狩猟儀礼と関係があると考えられている。
風の神・水の神とされた諏訪上社の祭神（建御名方神）を蛇（あるいは龍）とみなす信仰は古くから伝わる。また、昔の上社の祭事が農耕（稲作）のほか狩猟・動物供犠をも中心としており、神事には鹿が欠かせない存在であった。実際には上社に伝わる宝印が鹿の角で作られたものである。

### 被葬者
古墳の立地や呪術性を持つ副葬品（蛇行剣・鏡・釧・鹿角小刀子等）が大量にみられることから、被葬者は武力と呪術性に傑出して天竜川上流と諏訪湖水系を統治した人物と考えられている。
外来の建御名方神（諏訪明神）が先住の洩矢神（守矢氏の遠祖）を征服したという諏訪地方に伝わる入諏神話をもとに、古墳に埋蔵された人物を守矢氏と結びつける説も挙げられている。この神話では洩矢神が建御名方神以前の神とされているため、守矢氏は外来勢力（上社大祝家の神氏に比定）に制圧された土着氏族と想定されることが多い。これに関連してフネ古墳の副葬品は「反大和的」であると評されることもあった。しかし、割竹形木棺はヤマト王権中枢にも見られており、北信地方にある中野市にもフネ古墳と同時期で同様式の古墳が見つかっている。このことから、築造当時の諏訪が既にヤマト王権にとって重要な地域であったことをフネ古墳が物語っており、これを中央政権に対立した在地首長の墓とする見解には無理があるという意見が近年では出てきている。